# 升級
升級（ションジー、しょうきゅう）は、中国で遊ばれているカードゲームである。トリックテイキングゲームに属する。中国においては、大富豪に似たゲーム（闘地主、争上游、鋤大Dなど）と並んで人気がある。

## 概要
- K・10・5 に点数があり、それらを多く集めることを目的とするポイントトリックゲームである。
- 4人が2人ずつパートナーになって遊ぶ。コントラクトブリッジと異なり、競りは存在しない。
- 複数のカードをまとめて出すことができる。
- 切り札はスートだけではなく、切り札のランクも存在する。ジョーカーは常に切り札である。

## 名称
チームは、それぞれ自分の切り札ランク（「級数」とよばれる）を持っており、それがゲームの進行とともに上がっていくので、「升級」と呼ばれる。日本語では「昇級」と書くところだが、中国語では（繁体字でも）「升」の字を使うのが普通である。
このゲームには別名が多く、トランプひと組で遊ぶ場合は、総得点が100点なので「打百分」、または40点を得るのが目的なので「四十分」とも呼ぶ。トランプふた組で遊ぶ場合は同様の理由で「八十分」と呼ばれる。ほかにも地方によってさまざまな別名が存在する。

## ルール
ここでは、Parlett (2008) p.205ff に従い、カード1組を使った場合のルールを説明する。

### 人数
4人。向かいあう2人どうしがパートナーになった2チームで戦う。ゲームを通してパートナー関係が変わることはない。

### 使用する道具
ジョーカー2枚を含む54枚のカード1組。色付きのジョーカーと白黒のジョーカーは区別され、色付きジョーカーのほうが強い。

### カードの順位
カードは切り札と切り札以外に分かれる。切り札はそれ以外よりも強い。
チームごとに切り札ランクが存在する。どちらのチームも、切り札ランクの初期値は 2 である。
切り札は全部で18枚ある。切り札の順位は以下のとおりである：色付きジョーカー > 白黒ジョーカー > 切り札スートの切り札ランク > 切り札スート以外の切り札ランク > 切り札スートのそれ以外のカード（Aがもっとも強い）。

### プレイの進行
ゲームは反時計回りに進行する。
カードは山に積んでおき、そこから各人が順に1枚ずつ取っていく。初回に誰からカードを取りはじめるかは適当な方法で決める。2回目以降は親からカードを取りはじめる。手札は12枚ずつで、残った6枚はそのまま残しておく。
カードを山から取っている最中に切り札ランクとおなじランクのカードが手札にあったら、それをさらす。すると、そのカードのスートが切り札スートになる。カードをさらすのは早いもの勝ちであるが、切り札ランクとおなじランクのカードがみつかっても、さらさないことも可能であるし、しばらく待って他のカードを入手してからさらすことも可能である。
だれも切り札ランクのカードをさらさなかった場合、配られなかった6枚を順に表にしていき、その中に切り札ランクのカードが見つかったら、それを切り札のスートとする。全部表にしても切り札ランクのカードが出なかった場合、6枚のうちの最高位のカード（ジョーカーを除く）のスートが切り札のスートになる。最高位のカードが複数あるときは、最初に表にしたカードのスートを使う。
初回のプレイでは、カードをさらした人が親になる（だれもカードをさらさなかった場合、最初にカードを取った人が親になる）。2回目以降のプレイでは、だれが親になるかは前回のプレイ結果により決定されているので、カードをさらすことによって決定されるのは切り札スートのみである。
親は、残った6枚を自分の手札に加え、必要としないカード6枚を裏向けにして捨てる。
親が最初のトリックをリードする。ほかの競技者はそれに対してフォローする。
フォローに関しては、マストフォロールールが存在する。リードが切り札の場合、ほかの競技者は切り札があれば（ジョーカーを含む）、切り札を出さなければならない。リードが切り札以外の場合、同じスートの切り札ランク以外のカードがあれば、それを出さなければならない。リードとおなじスートの切り札ランクのカードは、切り札に属することに注意。
もっとも高い順位のカードを出した者がそのトリックの勝ちとなり、出たそのトリックでカードすべてを取る。切り札スート以外の切り札ランクのカードが複数枚出た場合は、最初に出した者の勝ちとなる。親でない側は、点数のあるカード（5・10・K）を取ったら、表を向けて自分の前にさらす。それ以外の使用ずみのカードは裏向きに置かれる。
トリックの勝者は次のトリックをリードする。手札がつきるまで同様にくりかえす。
親が手札と交換して捨てた6枚のカードのうちに点数のあるカードがあった場合、それは最後のトリックを取った者のものとなり、そのカードの点数は通常の倍になる。

#### 複数枚によるリード
同じスートの、すでに場に出たカードを除いて最高ランクのカードを複数枚持っている場合は、それをまとめて出すことができる。
例えば、ハート♥️のA(Kよりも1大きい数という扱い)、Q,Jが既に使用済みである場合、且つ、場をリードするものがハート♥️のK,10を持っていたとすると、この２つを一度に出せることになる。
この場合もマストフォロールールが存在する。すなわち、リードと同じスートのカードが1枚でもあるときは、それを出さなければならない。同じスートで同じ枚数のカードを手に持っていない場合、残りは任意のカードを出すことができるが、リードに対して勝つことはできない。フォローで勝てるのは、手にリードと同じランクのカードが1枚もなく、かつフォローしたカードが全部切り札の場合に限られる。

#### 配り直し
ある競技者の手札の中に点数カード(K,10,5)が1枚もない場合、その競技者はすべてのカードをさらして、配り直しを要求することができる。

### 得点の計算方法と切り札ランクの更新
カードの点数は、親でない側のみ計算する。取ったカードのうち、5を5点・10とKを10点として、2人の点数を合計したものが、そのチームの点数となる。
親でない側の点数が40点に満たないときは、親側のチームの勝利である。この場合、親側の切り札ランクが+1される（親でない側が1点も取れなかったら、+2）。次回の親は前回の親の対面（パートナー）になる。
親でない側の点数が40点以上のときは、親側のチームの敗北となり、次回の親は前回の親の下家（右隣）に移る。40点以上80点未満のときは切り札ランクは変更なし。80点以上を得たら、親でない側の切り札ランクが+1される（100点以上なら、+2）。

### ゲームの終了
親の側のチームが切り札ランクがAのときに勝利したら、そのチームがゲームの勝者となり、ゲームは終了する。

## 変種
以下は膳書堂文化編 (2009) にある変種である。
- 2をつねに切り札ランク相当とする変種がある。この場合、切り札ランクは 3 からはじまる。切り札ランクが 3 のとき、カードの順位は：色付きジョーカー > 白黒ジョーカー > 切り札の3 > 切り札以外の3 > 切り札の2 > 切り札以外の2 > 切り札のそれ以外（A > K > Q > ... > 4）> 切り札以外のそれ以外（A > K > Q > ... > 4）となる。

- 4枚の同一ランクのカードをまとめて出せる変種がある。フォローした側がこれに勝つには、それよりも大きな同一ランクの4枚のカードを出す必要がある。切り札によるフォローはこの場合は役に立たない。

- 親でない方が最後のトリックを取ったばあい、40点に達しなくても親が交替するルールもある。この場合、親が手札と交換して捨てたカードの点数は計算しない。

- 切り札ランクが J の時にかぎり、最後のトリックで親でない側が切り札の J を使って勝利したら、親の切り札ランクが初期化される（ルールにより2または3に落とされる）変種がある。同様に、切り札以外の J を使って勝利したら、親の切り札ランクは半分にされる（7になる）。

### カード2組を使って行う升級
カードを2組（108枚）使うポピュラーな変種がある。名称は「双升・八十分・拖拉機」などさまざまに呼ばれる。カードの枚数が多い以外に、ルールの上でいくつかの異なる点がある。
この変種では、各人は25枚のカードを手札とし、親は8枚のカードを取り替えることができる。親でない側は80点を取ったときに勝利する。
切り札のスートを決定するには、以下の3つの方法がある。
1. 「亮主」：手札の中の、切り札ランクとおなじランクのカード1枚をさらす
2. 「反主」：手札の中の、切り札ランクとおなじランクで、同一の（スートが同じ）2枚をさらす
3. 「無主」：手札の中のジョーカー2枚をさらす。この場合、切り札スートはなしになる（ジョーカーのみが切り札になる）

反主は他人による亮主を無効にできる。無主は亮主・反主を無効にできる。
初回のプレイで、だれも手札をさらさなかった場合は、配り直しになる。
リードできる組み合わせには以下のものがある。
1. 任意の1枚のカード
2. 同一スートの、すでに場に出たカードを除いて最高ランクのカード複数枚。たとえば最初のトリックでA♠-K♠-K♠はまとめて出せる（A♠より高いカードはなく、K♠-K♠より高いA♠-A♠もない）が、A♠-K♠だけでは出せない（K♠より強いA♠がほかに存在するため）。A♠-A♠-K♠なら出せる。
3. 同一の（スートもランクも等しい）カード2枚のペア（例：4♣-4♣）
4. 同一のカード2枚のペアの4枚以上のシーケンス（例：4♣-4♣-5♣-5♣）。通常はスートも同じでなければならないが、切り札以外の最大のランクと切り札の最低のランクは連続していると見なされる。また、この場合も切り札ランクで切り札以外のスートのカードは切り札に属することに注意。

もっとも高い順位の同一のカードが2人の人間から出たときは、先に出した競技者の勝ちとなる。
同一のカード2枚のペア、またはペアのシーケンスが出たとき、マストフォロールールは以下のようになる。
1. 同一スートのペアがあれば、それを出さなければならない。ペアのシーケンスにフォローする場合は、ペアが複数あれば、たとえ連続していなくてもそれを出さなければならない。
2. 同一スートのペアがない場合は、同一スートのカードをなるべく出さなければならない

このとき、最高のペア（またはペアのシーケンス）を出した競技者がそのトリックの勝者になる。ペア以外は、たとえ切り札であっても勝つことはできない。
最終トリックを親でない側が勝った場合、最終トリックのリードの枚数をnとし（ここでは1番長いペアのシーケンスの枚数を数える、ペアしかない場合は2枚、ペアもない場合は1枚）、親が手札と交換して捨てたカードの中の点数に2のn乗をかけたものが親でない側の点数に追加される。
次回の親の決定とランクの更新は、以下のように計算される。240点以上も同様にして40点刻みにひとつずつランクが上がる。
| 親でない側の点数 | 結果                                            |
| ---------------- | ----------------------------------------------- |
| 0                | 親のランクが3つ上がる                           |
| 5-35             | 親のランクが2つ上がる                           |
| 40-75            | 親のランクが1つ上がる                           |
| 80-115           | 親でない側が次の親になる                        |
| 120-155          | 親でない側が次の親になり、かつランクが1つ上がる |
| 160-195          | 親でない側が次の親になり、かつランクが2つ上がる |
| 200-235          | 親でない側が次の親になり、かつランクが3つ上がる |

それ以外のルールはカード1組を使う場合と同様だが、2をつねに切り札にするローカルルールはあまり採用されない。
カード2組を使う升級には、条件によって底牌を親以外の競技者が何度でも手札と取りかえられる「炒地皮」など、いくつかの変種がある。

## よく似たゲーム

### 找朋友
ルールは2組のカードを使う升級によく似ているが、人数が多い点と、チームが固定されておらず、親が自分のパートナーを指名する点が異なる。
ここでは Morhead and Mott-Smith (2001) p.224ff に説明されているルールを述べる。
6人またはそれ以上の競技者で遊ぶ。カードは、競技者が6-7人なら2組・8-11人なら3組・12人以上なら4組使う。ジョーカーの枚数は0-4枚の間で、全員の手札の枚数が同一になるように調整する。手札にせずに残すカードの枚数は常に6枚である。
ふつうの升級と同様に、切り札ランクをカードをさらすことによって切り札スートと親を決めるが、升級と異なり、だれが親になるかは前回のプレイ結果によっては決められないので、毎回カードをさらした人が親になる。前回負けたチームに属していた人は切り札をさらすことはできない。
親は、自分の持っていないカード（切り札であってはならない）の名前を何枚かあげる。枚数は競技者の数÷2（競技者が奇数のときは(競技者の数-1)÷2）である。そのカードを持っている人々が親のパートナーになる。同一ランク・同一スートのカードは複数あるため、親がカードの名前をあげるときは、プレイで何番目に出てくるカードかを指定する必要がある。だれが親のパートナーであるかは、そのカードが出てくるまで、カードを持っている当人にも正確にはわからない。
リードできるカードの種類には以下のものがある。
1. 任意の1枚のカード
2. 同一スートの、すでに場に出たカードを除いて最高ランクのカード複数枚
3. 同一のカード2枚以上
4. 同一のカード2枚以上のシーケンス

親でない側は、自分のチームの点数を合計する。点数が総点数の4割以上（カード2組なら80点・3組なら120点・4組なら160点）を得たときに勝利し、各競技者のうち、前回のプレイで負けた人以外の切り札ランクが1つ上がる。総点数の8割以上を取ったらランクは2つ、10割以上を取ったら3つ上がる。
点数が総点数の4割に満たない場合は親の側の勝ちとなり、親の側に属する各競技者のうち、前回のプレイで負けた人以外の切り札ランクが1つ（点数が0のときは2つ）上がる。親の側のメンバーの数が満数（6-7人なら3人、8-9人なら4人、10-11人なら5人、12人なら6人）に満たない場合は、上がるランク数は倍になる。

### 三打哈
湖南省のローカルゲームだが、それ以外の地域でもオンラインゲームとして遊ばれている。
3・4を除いたカード2組（100枚）を使い、4人で遊ぶが、親にはパートナーがおらず、他の3人と戦う。
ジョーカーのほか、7と2が常に切り札ランクとなる。それ以外の切り札ランクは存在しない。
手札は各23枚。残った8枚は親がプレイ開始前に交換できる。
親は宣言によって決定される。宣言を開始するのは、初回は任意の人、2回目以降は前回の親が勝ったら親から、親が負けたら親の右隣の人からはじめる。各人は自分以外の3人の得点の合計が何点未満になるかを5点きざみで宣言するか、またはパスする。宣言する数は80点以下でなければならず、前の人より少ない数を宣言しなければならない。各人が1度だけ宣言できる。ジョーカー・7・2を7枚以上持っている人は、75点以下を宣言しなければならない。
親は、残った8枚と手札と交換したあと、プレイ開始前に任意のスートを切り札に指定する。
具体的なプレイの方法はカード2組を使った升級（八十分）と同様であるので省略する。
プレイ終了後、親以外の取った点数の合計が、親の宣言した点数未満であれば、親の勝ちとなる。
親が勝った場合、親以外の3人はそれぞれ親に5点を払う。親以外の取った点数の合計が宣言した数-30以下のときは10点を、1点も取れなかった場合は15点を払う。
親以外が勝った場合、親は他の3人に5点を払う。親以外の取った点数の合計が宣言した数+40以上のときは10点を、宣言した数+70以上のときは15点を払う。

## 用語集
ルールの項ではなるべく特殊用語を使用しないようにしたが、升級には多くの特殊用語が使用される。
- 局：ゲーム全体
- 盤：プレイ
- 輪：トリック。「圏牌」とも
- 荘家：親。「台上」とも
- 閑家：親でない側。「台下」とも
- 上台：次回に親になること
- 下台：次回に親でなくなること
- 主牌：切り札。「将牌」とも
- 副牌：切り札以外のカード（平札）
- 常主：常に切り札になるカード（ジョーカー、場合によっては2）
- 無主：切り札スートなし
- 亮主：切り札スートを決定するために、手札中の切り札ランクのカードをさらすこと
- 反主：他人の「亮主」をキャンセルすること
- 自保：「亮主」した人が同じ牌をもう1枚晒す事で「反主」をさせなくすること
- 反無主：ジョーカー2枚を出して切り札スートをなしにすること
- 級数：切り札ランク
- 升級：切り札ランクが上がること
- 分牌：点数のあるカード（5・10・K）。「分数牌」とも
- 底牌：手札として配らずに残すカード。
- 扣底：親が底牌を手札に加えた後、手札中の不要なカードを底牌として戻すこと
- 基牌：台札
- 領牌：トリックをリードすること
- 跟牌：フォローすること
- 墊牌：捨て札すること
- 槍斃：切り札以外のリードに対して切り札でフォローすること
- 甩牌：そのスートの最高ランクのカード複数枚をまとめて出すこと
- 拖拉機：ペアのシーケンス
- 摳底：最後のトリックで親でない側が勝つこと
- 鉤到底：切り札ランクが J のときに、最後のトリックで親でない側が切り札 J で勝つこと。その場合、親の切り札ランクは初期値にリセットされる